# Gol Transportes Aéreos

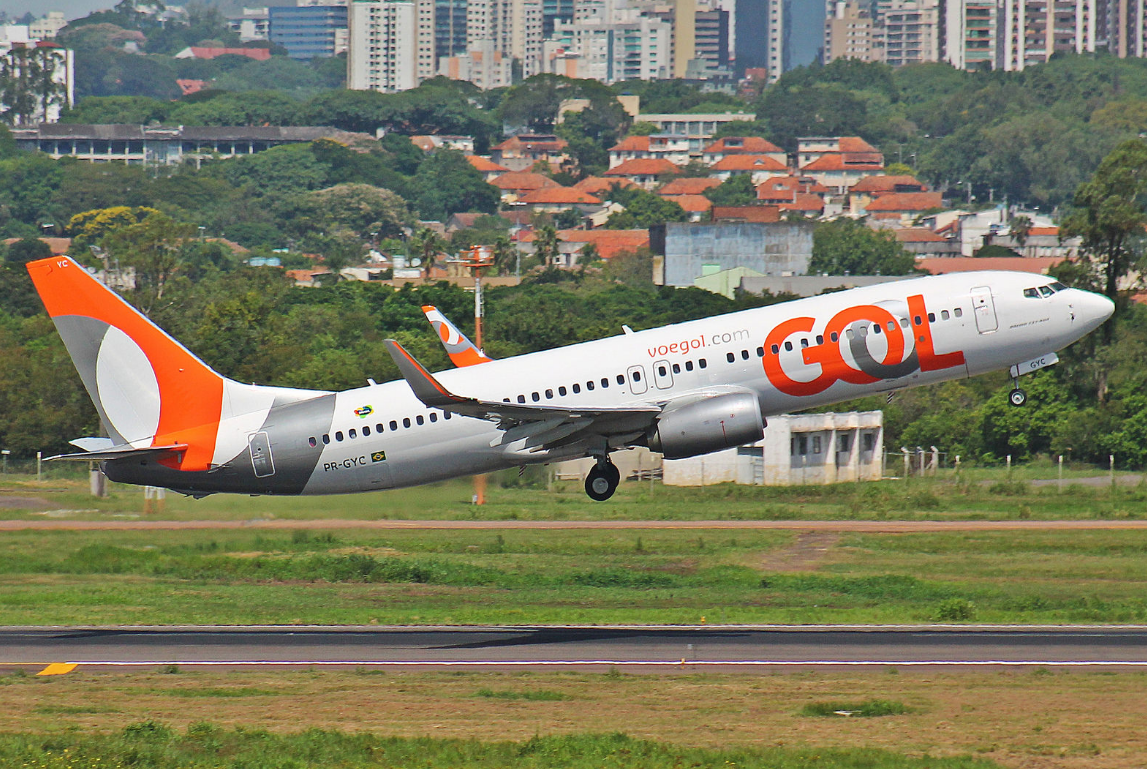
Boeing 737-800 w barwach linii

GOL Transportes Aéreos – brazylijska tania linia lotnicza z siedzibą w São Paulo. Jest drugą co do wielkości linią lotniczą Brazylii (po LATAM Brasil). Głównym hubem jest Port lotniczy São Paulo-Congonhas.

## Flota
Według stanu na sierpień 2025 flota GOL składała się ze 141 samolotów, w tym 8 przeznaczonych do transportu cargo, o średnim wieku 10,9 lat:
| Samolot          | Samolot | Samolot   | Liczba miejsc      | Liczba miejsc      | Liczba miejsc      | Uwagi |
| Model            | Aktywne | Zamówione | B                  | E                  | Łącznie            | Uwagi |
| ---------------- | ------- | --------- | ------------------ | ------------------ | ------------------ | ----- |
| Boeing 737-700   | 12      | –         | –                  | 138                | 138                |       |
| Boeing 737-800   | 64      | 1         | 12                 | 156                | 168                |       |
| Boeing 737-800   | 64      | 1         | –                  | 186                | 186                |       |
| Boeing 737-800   | 8       | –         | konfiguracja cargo | konfiguracja cargo | konfiguracja cargo |       |
| Boeing 737 MAX 8 | 57      | 3         | –                  | 186                | 186                |       |
| Łącznie          | 141     | 4         |                    |                    |                    |       |

## Połączenia
W 2025 GOL realizował połączenia na trasach krajowych i międzynarodowych do 83 lotnisk w 13 krajach.
Ze swoich głównych węzłów przesiadkowych operował na następującej liczbie tras:
| Port lotniczy  | Port lotniczy | Liczba kierunków | Źródło |
| Miasto         | IATA          | Liczba kierunków | Źródło |
| -------------- | ------------- | ---------------- | ------ |
| Brasília       | BSB           | 33               | [ 3 ]  |
| Rio de Janeiro | GIG           | 31               | [ 4 ]  |
| Salvador       | SSA           | 21               | [ 5 ]  |
| São Paulo      | CGH           | 36               | [ 6 ]  |
| São Paulo      | GRU           | 49               | [ 7 ]  |